# Dipa Nusantara Aidit
Dipa Nusantara Aidit (Tanjung Pandan, 30 luglio 1923 – Boyolali, 22 novembre 1965) è stato un politico indonesiano.
Fu un leader del Partito Comunista Indonesiano, di cui entrò a far parte durante l'occupazione giapponese (nome di battaglia Aidit, ovvero "Guardiano della nazione"). Fu vittima del genocidio indonesiano, uno dei più grandi massacri politici della storia, quando in pochi giorni vennero uccisi oltre 500.000 comunisti. Lo si racconta nel film Un anno vissuto pericolosamente.

## Biografia
Figlio primogenito di quattro figli, i suoi genitori si chiamavano Abdullah Aidit e Mailan; sia lui che le sue sorelle studiarono nella locale scuola in lingua olandese Hollandsche Inlandsch School.